# ماندانا دیانی
ماندانا ربکا دایانی (متولد ۱ مه ۱۹۸۲) خالق و یکی از بنیانگذاران من یک رای‌دهنده هستم (I am a voter)، یک سازمان مشارکت مدنی غیرحزبی است. او همچنین تا سال ۲۰۲۲ رئیس Archewell، شرکت رسانه ای و بشردوستانه است که توسط شاهزاده هری پرنس انگلستان و مگان، دوک و دوشس ساسکس تأسیس شده‌است بود. دیانی وکیل دادگستری است و نقش‌های رهبری مختلفی در صنایع مد، سرگرمی و رسانه ایفا کرده‌است. او توسعه و راه‌اندازی مجموعه راشل زوئی، گزارش زویی، و شرکت سرپرستی در راشل زوئی را رهبری کرده‌است. دیانی به عنوان مدیر برند همه چیز جز خانه، یک پلتفرم جهانی فروش املاک دیجیتال، مشغول بوده‌است. او همچنین به عنوان تهیه‌کننده اجرایی برای پروژه نمایش تلویزیونی این شرکت برای HGTV کار کرد. ماندانا به‌طور مرتب در مورد کنشگری و رهبری صحبت می‌کند، اخیراً در لیست زنان قدرتمند مجله فورچون (Fortune Most Powerful Women) و اجلاس فوربس (Forbes 30/50 Summit) در ابوظبی با هیلاری کلینتون، گلوریا استاینم، بیلی جین کینگ و اولنا زلنسکا سخنرانی کرده‌است. او همچنین از سوی مؤسسه تل آویو به عنوان ۱۰۰ یهودی با نفوذ جهان معرفی شد. دیانی همچنین The Learning Series را تأسیس کرد که یک مجموعه رویداد برای رهبران زن، و به عنوان یک سرمایه‌گذار فرشته و مدافع بسیاری از مسائل اجتماعی عمل می‌کند است.

## سنین جوانی و تحصیلات
دیانی در تهران به دنیا آمد. او به همراه خانواده یهودی ایرانی خود از ایران به لادیسپولی ایتالیا گریخت، قبل از اینکه به عنوان پناهنده مذهبی از طریق کمک HIAS به ایالات متحده پناهنده شود. او ابتدا در شهر نیویورک ساکن شد و سپس به لس آنجلس، کالیفرنیا نقل مکان کرد. دیانی در دانشگاه کالیفرنیای جنوبی تحصیل کرد، جایی که مدرک لیسانس خود را دریافت کرد و سپس دکترای حقوقی را از دانشکده حقوق کالیفرنیای جنوبی USC Gould دریافت کرد و در آنجا بورسیه تابستانی USC را دریافت کرد.

## فعالیت حرفه ای

### اوائل کار
دیانی کار خود را به عنوان وکیل در Paul Hastings LLP، که شرکتی حقوقی با تخصص در صنعت هتلداری است آغاز کرد.
او بعداً به نمایندگی استعدادهای تجاری تغییر شغل داد، جایی که با ریچل زو، استایلیست مد آشنا شد و مشتری او شد. دیانی سپس به Rachel Zoe Inc ملحق شد و بر راه‌اندازی چندین کسب‌وکار از جمله Rachel Zoe Collection, The Zoe Report, Curateur و Rachel Zoe Ventures، و همچنین مدیریت صدور مجوز، انتشار، تأییدیه‌ها و تولید تلویزیونی نظارت کرد.
در سال ۲۰۱۵، دیانی، Rachel Zoe Inc را ترک کرد تا مدیر برند اصلی بازار آنلاین فروش املاک، Everything But The House شود. او نقش مهمی در تضمین سرمایه‌گذاری چند میلیون دلاری داشت و به عنوان تهیه‌کننده اجرایی پروژه تلویزیونی آنها برای HGTV خدمت کرد.

### آرچول
ماندانا از سال ۲۰۲۱ تا ۲۰۲۲ رئیس آرچول بود. او استراتژی رشد و عملیات روزانه Archewell را رهبری کرد که شامل کسب و کارهای رسانه ای Archewell Audio و Archewell Productions و بنیاد غیرانتفاعی Archewell می‌شود. طی آن آرچول Archetypes را در Spotify, مستند هری و مگان در نتفلیکس، Spare توسط شاهزاده هری و تلاش‌های بشردوستانه راه اندازی کرد.

### من یک رای‌دهنده هستم.
در سال ۲۰۱۸، دیانی یکی از بنیانگذاران من یک رای‌دهنده هستم (I am a voter) یک جنبش غیر حزبی با هدف ترویج مشارکت مدنی و افزایش مشارکت رای‌دهندگان بود. این سازمان توسط ۲۰ زن داوطلب و CAA تأسیس شد. این شرکت با بسیاری از برندهای معروف از جمله NBA, Disney, NFL, ABC, H&M, Tom Ford, Bumble و Urban Outfitters همکاری کرده‌است. کمپین آنها برای تقویت ثبت نام رای‌دهندگان سلبریتهای مختلفی را شامل می‌شود. کمپین آنها پس از راه اندازی بیش از ۱ میلیارد برداشت دیجیتال و ۲۵۰ مقاله رسانه ای ایجاد کرد.

### دگراندیشان
در سال ۲۰۲۰، دیانی به همراه Debra Messing پادکست دگراندیشان را با Dear Media راه اندازی کردند. این پادکست شامل مصاحبه‌هایی با مدافعان مسائل اجتماعی از جمله گلنون دویل، سوفیا بوش، هیلاری کلینتون، جین فوندا، نماینده کنگره آدام شیف، آماندا نگوین، لنا وایت، پریت بهارارا، جمیلا جمیل، کریستین سیریانو، شانون، واترینسس و کریستین سیریانو، شانون واتریتسه وکالورها است. .